# Erma Franklin
Erma Vernice Franklin (ur. 13 marca 1938 w Shelby, zm. 7 września 2002) – amerykańska piosenkarka, wykonawczyni muzyki soul, pop i R&B.
Była siostrą Arethy Franklin. Profesjonalna kariera Ermy Franklin trwała zaledwie kilka lat w drugiej połowie lat 60. Artystka zasłynęła przebojem „Piece Of My Heart”, który w swojej twórczości wykorzystali następnie m.in. Janis Joplin, Faith Hill i Dusty Springfield. Piosenkarka wydała łącznie dwa albumy. Wkrótce zaprzestała działalności, ograniczając się do okazyjnych występów u boku swojej sławniejszej siostry. Zmarła na chorobę nowotworową w 2002.

## Dyskografia

### Albumy
- 1962: Her name is Erma
- 1969: Soul sister

### Single
- 1967: „Piece of My Heart”
- 1969: „Gotta Find Me a Lover (24 Hours a Day)”